# Assault Suit Leynos 2
Assault Suit Leynos 2 (重装機兵レイノス2 (Jūsō Kihei Reinosu 2)) est un jeu vidéo développé par Nihon Computer System, sorti au Japon en 1997 sur Saturn. C'est la suite directe d'Assault Suit Leynos.